# Матозінюш
Матозі́нюш (порт. Matosinhos; МФА: [mɐ.tu.ˈzi.ɲuʃ]) — муніципалітет і місто в Португалії, в окрузі Порту. Розташований у північно-західній частині країни, на теренах історичної португальської провінції Дору-Міню. Належить до Портуської діоцезії Католицької церкви в Португалії. Права міського самоврядування має з 1514 року. Поділяється на 4 парафії. За адміністративним поділом, чинним до 1976 року, був складовою провінції Берегове Дору. Площа муніципалітету — 62,42 км², населення муніципалітету — 175478 ос. (2011); густота населення — 2811,25 осіб/км²
. Патрон — Спаситель. Святковий день муніципалітету — 1-й вівторок після П'ятидесятниці. Поштовий індекс — 4450.  Код місцевої адміністративної одиниці — 1308. Складова статистичного регіону Північ.

## Назва
- Матозінюш (порт. Matosinhos, стара орфографія: порт. Mattosinhos)

## Географія
Матозінюш розташований на північному заході Португалії, на заході округу Порту.
Матозінюш межує на півночі з муніципалітетом Віла-ду-Конде, на північному сході — з муніципалітетом Мая, на півдні — з муніципалітетом Порту. На заході омивається водами Атлантичного океану.

## Історія
1514 року португальський король Мануел I надав Матозінюшу форал, яким визнав за поселенням статус містечка та муніципальні самоврядні права.

## Населення
| Кількість мешканців | Кількість мешканців | Кількість мешканців | Кількість мешканців | Кількість мешканців | Кількість мешканців | Кількість мешканців | Кількість мешканців | Кількість мешканців | Кількість мешканців | Кількість мешканців | Кількість мешканців | Кількість мешканців | Кількість мешканців | Кількість мешканців | Кількість мешканців |
| ------------------- | ------------------- | ------------------- | ------------------- | ------------------- | ------------------- | ------------------- | ------------------- | ------------------- | ------------------- | ------------------- | ------------------- | ------------------- | ------------------- | ------------------- | ------------------- |
| 1864                | 1878                | 1890                | 1900                | 1911                | 1920                | 1930                | 1940                | 1950                | 1960                | 1970                | 1981                | 1991                | 2001                | 2011                |                     |
| 13 554              | 15 831              | 19 933              | 25 071              | 33 914              | 34 884              | 50 962              | 63 124              | 73 786              | 91 017              | 109 225             | 136 498             | 151 682             | 167 026             | 175 478             |                     |